# Altare

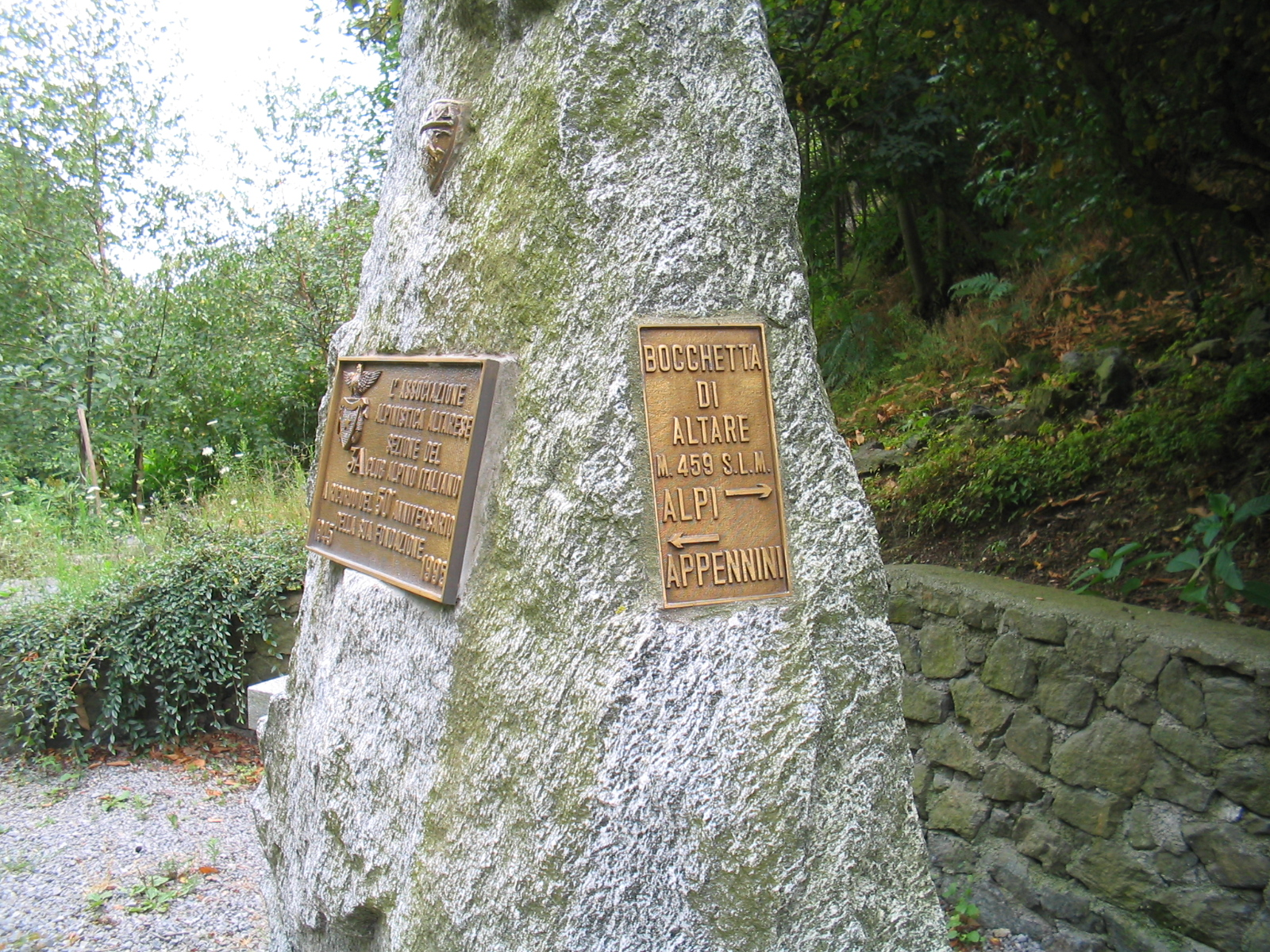
Fita commemorativa del Club Alpino Italiano al punt límit entre Alps i Apenins

Altare és un municipi situat a la Província de Savona, a la Ligúria, (Itàlia).
És limítrof amb els municipis de Cairo Montenotte, Carcare, Mallare, Quiliano, i Savona. Al seu terme municipal s'hi troba el coll Bocchetta di Altare, límit que separa els Alps dels Apenins, específicament els Alps Ligurs dels Apenins Ligurs.